# Turski ren
Turski ren (streličasta grbica, renika, ostavac, osturec; lat. Lepidium draba, sin. Cardaria draba), moze biti trajnica ili dvogodišnja biljka iz porodice kupusovki (krstašica, raširena po Euroaziji  (uključujući Hrvatsku) i sjevernoj Africi, a uvezena je i po drugim kontinentima.  Po Americi i Australiji je smatraju invazivnom vrstom. 
Naraste do 120 cm, ima uspravnu dlakavu stabljiku, u gornjem dijelu razgranatu. Korijen je do 120 cm. dubok, u gornjem dijelu razgranat. Mladi listovi su joj jestivi.
Nekada je bio uključivan u rod Cardaria, na hrvatskom jeziku ren, odakle mu i imeFCD, pristupljeno 7. lipnja 2023.. Danas rod Cardaria više nije priznat, i sinonim je za Lepidium.

## Sinonimi
- Cardaria brachypetala Opiz; Seznam, 26 (1852)
- Cardaria cochlearia Spach; Hist. Veg. Phan. 6: 542 (1838)
- Cardaria draba (L.) Desv.; Jour. Bot. Appl. 3: 163 (1814)
- Cardaria draba f. infraramosa Zapal.; 327 (1913)
- Cardaria draba f. latifolia Zapal.; 327 (1913)
- Cardaria draba f. stenopetala Zapal.; 327 (1913)
- Cardaria draba var. dunense Rouy & Foucaud; Fl. France 2: 79 (1895)
- Cardiolepis dentata Wallr.; Sched. Crit. 340 (1822), nom. illeg.
- Cochlearia draba (L.) L.; Syst. ed. X. 1129 (1759)
- Crucifera cardaria E.H.L.Krause; Sturm, Fl. Deutschland, ed. 2, 6: 156 (1902), nom. illeg.
- Draba ruderalis Baumg.; Enum. Stirp. Transs. 2: 232 (1816)
- Jundzillia draba (L.) Andrz.; Syst. 2: 529 (1821)
- Lepidium arvense Mill.; Gard. Dict. ed. VIII. n. 2 (1768)
- Lepidium diversifolium Freyn & Sint.; Bull. Herb. Boissier, sér. 2, 3: 698 (1903), nom. illeg.
- Lepidium draba f. dentatum (Opiz) Domin; 241 (1930)
- Lepidium draba f. viridis A.Siegel; 34 (1924)
- Lepidium draba var. angustanum (Rohlena) Domin; 241 (1930)
- Lepidium draba var. brachypetalum (Opiz ex Rohlena) Domin; 241 (1930)
- Lepidium draba var. glabrum (Opiz) Domin; 241 (1930)
- Lepidium draba var. longistylum Trautv.; Bull. Soc. Imp. Naturalistes Moscou 33(I): 125 (1860)
- Lepidium draba var. stenopetalum Domin; 241 (1930)
- Lepidium drabifolium St.-Lag.; Ann. Soc. Bot. Lyon 7: 129 (1880)
- Nasturtium draba (L.) Crantz; Class. Crucif. 81 (1769)

## Vanjske poveznice
|  | Zajednički poslužitelj ima još gradiva o temi Lepidium draba |
|  | Wikivrste imaju podatke o taksonu Lepidium draba             |